# YOLO (음반)
《YOLO》(욜로)는 대한민국의 걸 그룹 다이아의 두 번째 정규 음반이다. 2017년 4월 19일에 로엔엔터테인먼트를 통해 발매되었다.

## 개요
- 수록곡 중에서 〈나랑 사귈래〉는 2016년에 행해진 단독 콘서트에서 본 음반의 수록곡인 〈나랑 사귈래 2016〉으로 선공개가 됐다.
- 수록곡 〈꽃,달,술〉(With 김연자, 홍진영)은 정규 음반 발매에 앞서서 2017년 4월 6일에 디지털 싱글로 선공개가 됐다.

## 수록곡
| #            | 제목                               | 작사                                                       | 작곡                                                    | 편곡  | 재생 시간 |
| ------------ | ---------------------------------- | ---------------------------------------------------------- | ------------------------------------------------------- | ----- | --------- |
| 1.           | 〈나랑 사귈래〉                    | 유니스, 기희현, 제니, 예빈, 은진, 정채연, 똘아이박, 피터팬 | 유니스, 기희현, 제니, 예빈, 똘아이박, 피터팬            | 3:11  |           |
| 2.           | 〈남.사.친〉                       | 유니스, 기희현, 제니, 예빈, 은진, 윤영민, 노는 어린이      | 유니스, 기희현, 제니, 예빈, 윤영민, 노는 어린이, 김동하 | 2:47  |           |
| 3.           | 〈사월 (Feat. 딘딘)〉              | 기희현, 예빈, 은진, 장준호, 진리, 딘딘                     | 예빈, 영광의 얼굴들, 진리, Long Candy                   | 3:59  |           |
| 4.           | 〈마네킹〉                         | 유니스, 기희현, 제니, 예빈, 정채연, 은진, 김정우           | 유니스, 기희현, 제니, 예빈, 정채연, 김정우              | 3:37  |           |
| 5.           | 〈꽃,달,술〉 (With 김연자, 홍진영) | 유니스, 예빈, 정채연, 79                                   | 유니스, 예빈, 정채연, 79                                | 4:21  |           |
| 6.           | 〈빛〉                             | 유니스, 기희현, 제니, 예빈, 은진, 은채, 똘아이박, 피터팬   | 유니스, 기희현, 제니, 예빈, 똘아이박, 피터팬            | 3:48  |           |
| 7.           | 〈시간이 없어 (Feat. 김청하)〉     | 기희현, SlapStick                                          | 기희현, SlapStick                                       | 3:34  |           |
| 8.           | 〈이 노래 들어볼래〉               | 기희현, 예빈, 은진, 장준호, 진리, 딘딘                     | 예빈, 영광의 얼굴들, 진리, Long Candy                   | 3:58  |           |
| 9.           | 〈너만 모르나 봄〉                 | 기희현, 은진, 예빈, 은채, 노는 어린이                      | 예빈, 노는 어린이, 임기범                               | 3:45  |           |
| 10.          | 〈乾坤坎離〉 (건곤감리)            | 유니스, 기희현, 제니, 예빈, 은진, 정채연, 은채             | 유니스, 기희현, 제니, 예빈, 똘아이박, 피터팬            | 5:02  |           |
| 11.          | 〈나랑 사귈래 2016〉               | 유니스, 기희현, 제니, 예빈, 은진, 정채연, 똘아이박, 피터팬 | 유니스, 기희현, 제니, 예빈, 똘아이박, 피터팬            | 3:12  |           |
| 12.          | 〈꽃,달,술〉                       | 유니스, 예빈, 정채연, 79                                   | 유니스, 예빈, 정채연, 79                                | 4:21  |           |
| 13.          | 〈나랑 사귈래〉 (Ballad Ver.)      | 유니스, 기희현, 제니, 예빈, 은진, 정채연, 똘아이박, 피터팬 | 유니스, 기희현, 제니, 예빈, 똘아이박, 피터팬            | 4:56  |           |
| 14.          | 〈나랑 사귈래〉 (Inst.)            |                                                            | 유니스, 기희현, 제니, 예빈, 똘아이박, 피터팬            | 3:11  |           |
| 총 재생 시간 | 총 재생 시간                       | 총 재생 시간                                               | 총 재생 시간                                            | 53:42 |           |